# 参議院三人区
参議院三人区（さんぎいんさんにんく）とは、日本の参議院議員通常選挙における定数6人・改選数3人の選挙区。

## 概要
改選議席が3人となるため、二大政党制に近づくと、第一与党と第一野党の2つの政党で議席を分け合い、3議席目を第一与党と第一野党で争うことが多い。
野党勢力の候補が三人区で独占した例としては、1998年の第18回参議院議員通常選挙における神奈川県選挙区と愛知県選挙区。
第三勢力が三人区で議席を獲得した例としては2010年の第22回参議院議員通常選挙におけるみんなの党による千葉県選挙区と神奈川県選挙区、2013年の第23回参議院議員通常選挙におけるみんなの党による埼玉県選挙区、日本維新の会 (2012-2014)による兵庫県選挙区、2016年の第24回参議院議員通常選挙におけるおおさか維新の会による兵庫県選挙区、2019年の第25回参議院議員通常選挙における日本維新の会 (2016-)による兵庫県選挙区、2022年の第26回参議院議員通常選挙における日本維新の会 (2016-)による兵庫県選挙区、2025年の第27回参議院議員通常選挙における無所属による兵庫県選挙区、参政党による福岡県選挙区がある。

### 参議院三人区の例
参議院三人区（4選挙区）
- 北海道選挙区（2016年 - ）
- 千葉県選挙区（2007年 - ）
- 兵庫県選挙区（1947年 - 1992年、2016年 - ）
- 福岡県選挙区（1947年 - 1992年、2016年 - ）

かつての参議院三人区
- 埼玉県選挙区（1995年 - 2016年）
- 神奈川県選挙区（1995年 - 2010年）
- 愛知県選挙区（1947年 - 2013年）
- 大阪府選挙区（1947年 - 2010年）